# Luynes, Indre-et-Loire
Luynes är en kommun i departementet Indre-et-Loire i regionen Centre-Val de Loire i de centrala delarna av Frankrike. Kommunen ligger i kantonen Luynes som tillhör arrondissementet Tours. År 2022 hade Luynes 5 081 invånare.

## Befolkningsutveckling
Antalet invånare i kommunen Luynes
Referens:INSEE